# Sou Eu (canção de Ludmilla)
"Sou Eu" é uma canção da cantora brasileira Ludmilla, que foi lançada em 29 de agosto de 2016 em todas as rádios do Brasil como o segundo single do seu segundo álbum de estúdio A Danada Sou Eu. O videoclipe foi lançado em 28 de Outubro de 2016 no Youtube.

## Lista de faixas
- Download digital

1. "Sou Eu" - 2:38[4]

## Desempenho nas tabelas musicais
| Parada (2016)                                               | Melhor posição |
| ----------------------------------------------------------- | -------------- |
| Brasil Billboard Hot 100                                    | 45             |
| Brasil - Billboard Brasil Regional Fortaleza Hot Songs      | 2              |
| Brasil - Billboard Brasil Regional Porto Alegre Hot Songs   | 1              |
| Brasil - Billboard Brasil Regional Recife Hot Songs         | 1              |
| Brasil - Billboard Brasil Regional Rio de Janeiro Hot Songs | 1              |
| Brasil - Billboard Brasil Regional Salvador Hot Songs       | 2              |
| Brasil - Billboard Brasil Regional São Paulo Hot Songs      | 1              |